# John A. Cameron
Pour les articles homonymes, voir John A. Cameron (homonymie).
Cet article possède un paronyme, voir John Cameron.
John Angus Cameron (1er novembre 1820-7 novembre 1888) est un prospecteur canadien, aussi connu sous le nom de Cariboo Cameron.

## Biographie
Né à Charlotteburg Township dans le Haut-Canada, Cameron grandit dans le Glengarry County (en). S'établissant comme prospecteur avec deux de ses frères en Californie en 1850, il revient plus au nord en 1860. Lorsque de l'or est découvert dans la région de Cariboo en Colombie-Britannique, il s'installe à Victoria avec sa famille en 1862. Cameron et son partenaire, Robert Stevenson, découvre l'un des plus riches filons à Williams Creek (en). Alors que sa femme, Margaret Sophia, meurt de la fièvre typhoïde et que Cameron promettait de ramener la dépouille dans le Canada-Ouest pour l'enterrement. Avec son partenaire, il transporte sur 400 miles le corps sur un toboggan jusqu'à Victoria où la dépouille est temporairement enterrée dans un cercueil rempli d'alcool. Bien que la ville de Camerontown ou Cameronton était abandonnée depuis longtemps, l'activité reprise lorsque Cameron voulut finir le plus rapidement possible l'exploitation du gisement par l'emploi de 75 hommes répartis sur trois équipes. En 1863, il quitte Cariboo et s'embarque sur un bateau avec le cercueil et traversant le continent à l'isthme de Panama et arrivant à destination pour enterré de nouveau le cercueil.
En 1865, il se remarie et construit une résidence à Fairfield, Summerstown, sur la propriété autrefois appartenant à John Cameron, un parent éloigné. En 1873, il procède à l'exhumation du corps de sa première épouse afin de faire taire les rumeurs d'actes criminels concernant son décès. Cameron dilapide sa fortune et, autour de 1886, il retourne sur les lieux de ses anciens succès et meurt à Barkerville en 1888.